# دان واس
دان واس (انگلیسی: Don Was؛ زادهٔ ۱۳ سپتامبر ۱۹۵۲) یک موسیقی‌دان اهل ایالات متحده آمریکا است. وی از سال ۱۹۷۹ میلادی تاکنون مشغول فعالیت بوده‌است.